# André Bazin
André Bazin (wymowa ɑ̃dʁe bazɛ̃, ur. 18 kwietnia 1918 w Angers, zm. 11 listopada 1958 w Nogent-sur-Marne) – francuski krytyk filmowy i teoretyk filmu, współzałożyciel pisma „Cahiers du cinéma”, jeden z najważniejszych myślicieli w historii kina. Swoją działalność pisarską rozpoczął podczas niemieckiej okupacji Francji w czasie II wojny światowej i kontynuował ją aż do śmierci.
Bazin jest znany przede wszystkim ze swoich teorii dotyczących realizmu w kinie oraz krytyki montażu jako techniki manipulującej widzem. Uważał, że kino montażowe jest dydaktyczne i narzuca widzowi określony punkt widzenia, podczas gdy prawdziwa sztuka filmowa powinna dążyć do obiektywnego przedstawienia rzeczywistości. W swoich pracach często odwoływał się do metafor i aluzji zaczerpniętych ze sztuki, nauki i religii, stawiając fundamentalne pytanie o naturę człowieka. Jego analizy relacji między filmem a rzeczywistością stały się kanonicznymi tekstami teorii filmu.
Prace Bazina wywarły ogromny wpływ na rozwój krytyki filmowej i teorii kina, szczególnie we Francji. Jego personalistyczna etyka i „anty-antropocentryczna” wizja kina, dążąca do stworzenia bardziej współczującego społeczeństwa, stanowiła nowatorskie podejście do medium filmowego.